# Revista Mundo Cerâmico
Revista MUNDO CERÂMICO é uma publicação de Menasce Comunicações Ltda., com sede em São Paulo, Brasil. Lançada em 1992 a publicação trata de temas ligados à indústria cerâmica brasileira: revestimentos, estrutural, louças sanitária e de mesa e refratários.
A partir de 2001 a revista lançou o Prêmio Mundo Cerâmico que homenageia os ceramistas, indústrias cerâmicas e seus fornecedores em diversas categorias. 
A publicação tem uma versão digital que pode ser encontrada no site: https://issuu.com/mundoceramico